# Абдуллін Мансур Ідіатович
Мансур Ідіатович Абдуллін (башк. Мансур Иҙиәт улы Абдуллин, тат. Мансур Һидият улы Габдуллин; 15 вересня 1919, Киргиз-Міяки, Уфимська губернія, РРФСР — 8 червня 1996, Уфа, Республіка Башкортостан, Російська Федерація) — лейтенант Робітничо-селянської Червоної Армії, учасник Другої світової війни. Герой Радянського Союзу (1943). Член ВКП(б) з 1945 року.
Під час війни в посаді командира гармати 167-го гвардійського легкого артилерійського полку (3-тя гвардійська легка артилерійська бригада, 1-ша гвардійська артилерійська дивізія прориву, 70-та армія, Центральний фронт) особливо відзначився в Курській битві, в ході якого він особисто знищив 8 танків противника.

## Біографія

### Ранні роки
Мансур Ідіатович Абдуллін народився 15 вересня 1919 року в селі Киргиз-Міяки (за іншими даними, народився в селі Стерлібашево Стерлітамацького повіту, нині — Стерлібашевський район) Белебеєвского повіту Уфимської губернії (нині — Миякинський район республіки Башкортостан) в татарській селянській сім'ї.
У 1927 році вступив в Киргиз-Міякинську середню школу, пізніше працював у місцевому колгоспі. У 1937 році переїхав до Узбецької РСР, де став працювати вчителем по ліквідації неписьменності в робочій артілі «Аркабеш» в місті Ленінськ (нині — місто Асака Андижанської області Узбекистану).
У 1938 році (за іншими даними — в 1939 році) призваний на службу в РСЧА Ленінським райвійськкоматом Ферганської області. З 1941 року перебував на фронтах Другої світової війни. Восени 1941 року поранений і направлений на лікування в госпіталь; після одужання в липні 1942 року повернувся в стрій. Брав участь у боях на Західному, Центральному, 2-му Білоруському і 1-му Білоруському фронтах. Також взяв участь у Смоленській, Сталінградській і Курській битвах.

### Подвиг
10 липня 1943 року в районі села Молотичі (Фатезький район Курської області) на посаді командира гармати 167-го гвардійського легкого артилерійського полку (3-тя гвардійська легка артилерійська бригада, 1-ша гвардійська артилерійська дивізія прориву, 70-та армія, Центральний фронт) гвардії старший сержант Абдуллін відзначився при відбитті атаки противника. Німецька піхота тричі атакувала його вогневу позицію за підтримки 60 танків; було скинуто 150 авіаційних бомб, випущено декілька сотень снарядів та мін. Під час запеклого бою, стріляючи прямою наводкою, Абдуллін знищив 8 танків, у тому числі 3 «Тигра» і до батальйону ворожої піхоти. В ході бою Мансур був важко поранений осколками снаряду.
Указом Президії Верховної Ради СРСР від 7 серпня 1943 року старшому сержанту Мансуру Ідіатовичу Абдулліну присвоєно звання Героя Радянського Союзу з врученням медалі «Золота Зірка» і ордена Леніна.

### Подальше життя
Після лікуванні в жовтні 1944 року Абдуллін пішов у запас у званні лейтенанта і повернувся в Башкирію. З 1944 по 1945 роки навчався в партійній школі при Башкирському обласному комітеті ВКП(б). У 1949 році закінчив Башкирський педагогічний інститут імені К.Т. Тімірязєва. Після цього він працював директором середньої школи № 1 в селі Стерлібашево, з 1956 року — завідувачем Стерлібашевським РОНО. Пізніше Абдуллін переїхав до Уфи, де в 1962 році став директором середньої школи № 109, а в 1976 році — директором школи-інтернату № 2.
Мансур Ідіатович Абдуллін помер 8 червня 1996 року, похований в Уфі на Південному кладовищі.

## Нагороди та звання
Радянські державні нагороди та звання:
- Герой Радянського Союзу (7 серпня 1943):
  - Медаль «Золота Зірка»
  - Орден Леніна
- Орден Вітчизняної війни I ступеня (6 квітня 1985)[10]
- Два ордени Червоної Зірки (1942. 10 липня 1943)[11]
- Медалі СРСР:
  - Медаль «За оборону Сталінграда» (12 жовтня 1944)[12]
- «Відмінник народної освіти РРФСР» (1970)
- «Заслужений вчитель БАССР» (1980)

## Пам'ять
В Уфі в честь героя встановлена меморіальна дошка на будинку, в якому він жив. Його ім'я отримали уфимські школа-інтернат № 2 і музей у школі № 109. У рідному селі Абдулліна Киргиз-Міяки на його честь була названа середня школа № 1.

## Коментар
1. ↑  В некоторых джерелах подається як «Ідіятович»[1][2].